# Gerhardt Stenger
Pour les articles homonymes, voir Stenger.
Gerhardt Stenger, né Gerhard Stenger à Linz en Autriche en 1955, est un universitaire franco-autrichien.
Maître de conférences émérite à l’Université de Nantes, il est spécialiste du siècle des Lumières, en particulier de l'histoire des idées, de Diderot, de Voltaire et de l'Encyclopédie. Il est l’auteur de nombreux articles sur cette époque et l'éditeur des Œuvres complètes d'Helvétius.

## Biographie
Après des études de français et de latin aux Universités de Salzbourg et de Graz en Autriche (1974-1980), Gerhardt Stenger exerce comme professeur de lycée pendant plusieurs années à Linz puis à Vienne. En 1981, il entame sous la direction de Jacques Proust une thèse sur Diderot à l'Université de Montpellier-III, où il enseignera en tant que lecteur d’Allemand de 1984 à 1987. Après avoir soutenu sa thèse en 1990, il devient maître de conférences en littérature française à l'Université de Nantes en 1992. En 2001, il obtient l’habilitation à diriger des recherches (HDR) à l’Université de la Sorbonne-Paris IV.
Gerhardt Stenger a enseigné dans le cadre d'Erasmus Mundus à l’Université nationale de Tucumán (Argentine) en 2010 et à l'Université de Téhéran (Iran) en 2017. En février 2018, il a été victime d'un grave accident de baignade sur l’île de Tobago où il a failli perdre la vie. Il a pris sa retraite en 2020.
Gerhardt Stenger fait partie du conseil d’administration de la Société Diderot et de la Société Voltaire. De 1997 à 2002, il a été trésorier de la Société française d’étude du XVIIIe siècle (SFEDS) ; de 2012 à 2022, il a été membre du Comité éditorial des Œuvres complètes de Voltaire[réf. nécessaire].
Parallèlement à ses activités d'enseignement et de recherche, Gerhardt Stenger poursuit une carrière théâtrale qui lui permet de toucher un public non-universitaire. Dès 1998, il a travaillé avec la troupe théâtrale Science 89 (dir. Michel Valmer) à l’adaptation de l' Entretien d'un philosophe avec la maréchale de *** de Diderot et de L'Ingénu de Voltaire. En 2004, il a traduit Aire de repos ou Ainsi font-elles toutes d’après la pièce de l’écrivaine autrichienne et prix Nobel de littérature Elfriede Jelinek Raststätte oder Sie machen's alle. Puis il a adapté Le Neveu de Rameau de Diderot pour une lecture-interprétation au festival d’Avignon en 2009. En 2013, il a écrit, en collaboration avec Henri Mariel et à l’occasion du tricentenaire de la naissance de Diderot, la pièce de théâtre Diderot en prison, ; elle a été représentée en 2018 au château de Vincennes, où Diderot fut incarcéré en 1749. En 2017, il a écrit la pièce Luther, ou la réforme en dix rounds, à l’occasion du cinquième centenaire de la naissance du protestantisme.

## Recherche
Élève de Jacques Proust, Gerhardt Stenger a préparé sous la direction de Jean Mayer une thèse sur les dernières œuvres de Diderot (Montpellier III), et entamé une réflexion sur les méthodes et les présupposés qui allaient le conduire dans sa recherche. Convaincu que la critique littéraire et l’histoire des idées doivent porter une attention particulière à la matérialité et à l’historicité de tout texte littéraire, Gerhardt Stenger estime qu'il est nécessaire de faire précéder l’entreprise critique par le travail philologique de base, condition sine qua non d’une interprétation correcte : étude des manuscrits, questions de chronologie, problèmes de traduction, etc. Le simple recours aux passages de L’Homme cités par Diderot dans sa Réfutation d'Helvétius lui a permis de découvrir que celui-ci n’avait pas compris les principales thèses défendues par son adversaire. De même, la comparaison minutieuse des premières pages de l' Inquiry on virtue or merit de Shaftesbury avec la traduction faite par Diderot a clairement démontré que le philosophe a plus ou moins consciemment trahi, moyennant quelques retouches, la base idéaliste de son modèle. Enchaînant sur une étude philologique approfondie de ses œuvres de jeunesse, Gerhardt Stenger a montré que Diderot n’a jamais été déiste au début de sa carrière d’homme de lettres. Mais ce sont surtout les sources découvertes par Gerhardt Stenger qui ont contribué à mieux interpréter certains textes de Diderot. Et comme il n’est pas de critique littéraire sérieuse sans éditions sûres, Gerhardt Stenger consacre une bonne partie de son travail de recherche à l’élaboration d’éditions critiques. À ce titre, il a dirigé l'édition des Œuvres complètes d'Helvétius et participe à celles de Diderot, de Voltaire et de la Correspondance littéraire de Grimm.

## Publications

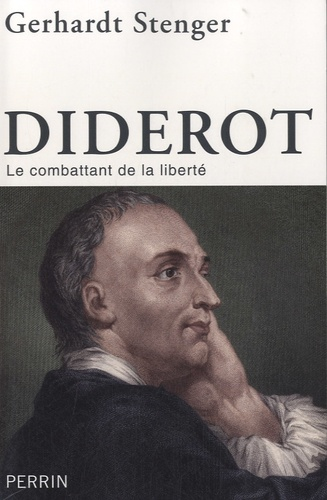
Diderot. Le combattant de la liberté

### Livres
- Nature et liberté chez Diderot après l'« Encyclopédie », Paris, Universitas, 1994, 342 p.[8],[13]
- Diderot. Le combattant de la liberté, Paris, Perrin, 2013, 795 p.[14],[15],[16]

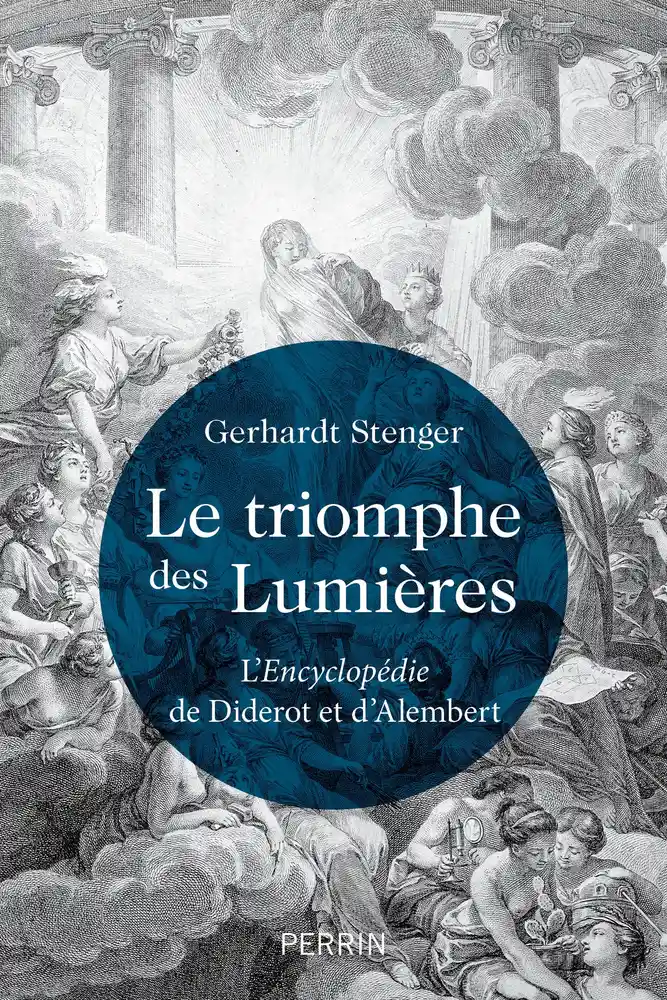
Le Triomphe des Lumières : l’Encyclopédie de Diderot et d’Alembert

- Le Triomphe des Lumières : l’Encyclopédie de Diderot et d’AlembertLe Triomphe des Lumières : l’Encyclopédie de Diderot et d’Alembert, Paris, Perrin, 2024, 443 p.

### Éditions d’ouvrages collectifs
- Être matérialiste à l’âge des Lumières. Hommage offert à Roland Desné. Textes réunis et publiés par Béatrice Fink et G.S., Paris, Presses Universitaires de France, 1999, 343 p.
- 1867. L’année de tous les Rapports. Les lettres et les sciences à la fin du Second Empire. Ouvrage collectif coordonné par Évelyne Barbin, Jean-Luc Godet et G.S., Pornic, Éditions du temps, 2009, 352 p.
- Diderot et Rousseau. Littérature, science et philosophie. Actes du colloque de l’Université Permanente de Nantes (23-25 mai 2013) recueillis par G.S., Haute-Goulaine, Opéra Éditions, 2014, 183 p. + ill.
- Les Morales de Diderot. Sous la direction d'Odile Richard et G. S., Paris, Hermann, 2022, 457 p. (« Les colloques Cerisy »).

### Éditions de textes duXVIIIesiècle(choix)
- L’Affaire des Cacouacs. Trois pamphlets contre les Philosophes des Lumières, Publications de l’Université de Saint-Étienne, 2004, 160 p.
- Helvétius : Œuvres complètes, Paris, Champion, 2011-2020, 3 vol. (en collaboration avec David Smith et Jonas Steffen)[17].
- Diderot : Le Père de famille, Montpellier, Éditions Espaces 34, 1re éd. 1993, 2e éd. 1997, 3e éd. 2004, 151 p.
- Diderot : Observations sur la « Lettre sur l’homme et ses rapports » de Hemsterhuis, dans Diderot : Œuvres complètes, éd. Dieckmann-Proust-Varloot (DPV), t. XXIV, Paris, Hermann, 2004, p. 215-419.
- Diderot : Réfutation suivie de l’ouvrage d’Helvétius intitulé, L’Homme, dans Diderot : Œuvres complètes, éd. Dieckmann-Proust-Varloot (DPV), t. XXIV, Paris, Hermann, 2004, p. 421-767 (avec Roland Desné).
- Diderot : Notes écrites de la main d’un souverain à la marge de Tacite, ou Principes de politique des souverains, accompagnés d’extraits du De arcanis rerumpublicarum d’Arnoldus Clapmarius, Paris, Société française d’étude du dix-huitième siècle, 2015, 110 p. + 3 ill.
- Voltaire : Lettres philosophiques. Derniers écrits sur Dieu [Tout en Dieu. Commentaire sur Malebranche – Dieu. Réponse au Système de la nature – Lettres de Memmius à Cicéron – Il faut prendre un parti, ou le Principe d’action], Paris, Flammarion, 2006, 486 p. Réédition en 2008 et 2020 dans la collection « Le Monde de la philosophie ».
- Voltaire : Questions sur l’Encyclopédie. Édition critique sous la direction de Nicolas Cronk et de Christiane Mervaud, dans Œuvres complètes de Voltaire, t. 40, 41, 42A, 42B, 43 (de nombreux articles).
- Voltaire : Dictionnaire philosophique, Paris, Flammarion, 2010, 634 p.
- Voltaire : Dieu. Réponse au Système de la nature, dans Œuvres complètes de Voltaire, t. 72, Oxford, Voltaire Foundation, 2011, p. 125-163 (avec Jeroom Vercruysse).
- Voltaire : Les Oreilles du comte de Chesterfield, et le chapelain Goudman, dans Œuvres complètes de Voltaire, t. 76, Oxford, Voltaire Foundation, 2013, p. 125-207.
- Voltaire : De l’âme. Par Soranus, médecin de Trajan, dans Œuvres complètes de Voltaire, t. 76, Oxford, Voltaire Foundation, 2013, p. 209-257.
- Voltaire : Les Singularités de la nature. Œuvres complètes de Voltaire, t. 65B, Oxford, Voltaire Foundation, 2017, xxii + 383 p.[18]

### Théâtre

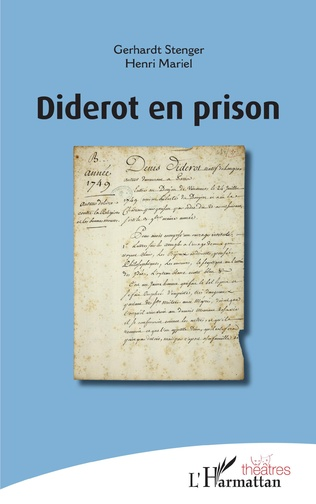
Gerhardt Stenger et Henri Mariel : Diderot en prison

- Diderot : Entretien d’un philosophe avec la Maréchale de ***. Adaptation théâtrale de Françoise Thyrion, avec la collaboration de G.S. Postface de G.S., Lille, La Fontaine Éditions, 1998, 39 p. (2e éd. 2004).
- Diderot : Le Neveu de Rameau. Adaptation théâtrale (2009)[3]
- Voltaire : L’Ingénu. Adaptation théâtrale de Françoise Thyrion avec la collaboration de G.S. Préface de G.S., Lille, La Fontaine Éditions, 2001, 64 p.
- Gerhardt Stenger et Henri Mariel : Diderot en prison, Paris, L’Harmattan, 2018, 49 p.[4]
- Gerhardt Stenger et Henri Mariel : Luther, ou la Réforme en dix rounds, Nantes, La Fabrique du Livre, 2023, 33 p.